# Шугарлендский экспресс
«Шугарлендский экспресс» (англ. The Sugarland Express) — криминальная драма режиссёра Стивена Спилберга, вышедшая в 1974 году. Главные роли в котором сыграли Голди Хоун и Уильям Атертон. Этот фильм является первой режиссёрской работой Стивена Спилберга на большом экране, и был отмечен хорошими отзывами критиков. Основан на подлинной истории, произошедшей в 1969 году в Техасе, с супругами-преступниками Дентами.
«Шугарлендский экспресс» стал первой совместной работой Спилберга и композитора Джона Уильямса. С тех пор Уильямс написал музыку ко всем фильмам, снятым Спилбергом, кроме пяти (исключения «Сумеречная зона», «Цветы лиловые полей», «Шпионский мост», «Первому игроку приготовиться» и «Вестсайдская история»); это единственная музыка, которую он написал для Спилберга, которая никогда не выпускалась в виде альбома, хотя Уильямс перезаписал главную тему с Тутсом Тилемансом и Boston Pops Orchestra для альбома The Spielberg/Williams Collaboration 1991 года.
Съёмочную команду Спилберга консультировал непосредственный участник событий — патрульный Кеннет Кроун, оказавшийся в заложниках у Дентов. Натурные съёмки проходили в Техасе — в Дель-Рио, Флоресвилле, Плезантоне, Сан-Антонио и на территории тюрьмы Джестер в Шугар-Ленде.

## Сюжет
В мае 1969 года Лу Джин Поплин (Голди Хоун) навещает своего мужа Кловиса Майкла Поплина (Уильям Атертон), чтобы сказать ему, что их сын скоро будет передан на попечение приёмных родителей. Несмотря на то, что до освобождения из тюрьмы в Техасе осталось четыре месяца, она убеждает его сбежать, чтобы помочь ей вернуть её ребёнка. Они едут из тюрьмы на попутке вместе с пожилой парой, но когда техасский патруль Максвелл Слайд (Майкл Сакс) останавливает машину, они угоняют её и убегают.
Когда машина попадает в аварию, двое преступников связывают и похищают Слайда, удерживая его в заложниках во главе медленно движущегося каравана, в конце концов включая вертолёты и фургоны. Поплин и Слайд проезжают через техасские города Бомонт, Дейтон, Хьюстон, Кливленд, Конро и Уилок.  Удерживая Слайда в заложниках, Поплины получают возможность постоянно заправлять свою машину, а также покупать еду в авто-кафе (англ. Drive-through) из окна. В ходе длительного преследования Слайд и пара сближаются и проникаются взаимным уважением друг к другу.
Поплины привозят Слайда в дом приёмных родителей, где сталкиваются с многочисленными полицейскими, в том числе с преследовавшим их капитаном Харлином Таннером (Бен Джонсон). Пара техасских рейнджеров стреляет и убивает Кловиса, а после очередной погони сотрудники Департамента общественной безопасности Техаса арестовывают Лу Джин. Патрульный Слайд оказывается невредимым. В эпилоге, предшествующем заключительным титрам, рассказывается, что впоследствии Лу Джин провела в женской исправительной колонии пятнадцать месяцев из пятилетнего срока заключения. Выйдя на свободу, она добилась права жить с сыном, убедив в этом власти.

## В ролях
- Голди Хоун — Лу Джин Поплин
- Бен Джонсон — капитан Харлин Таннер
- Уильям Атертон — Кловис Макл Поплин
- Майкл Сакс[англ.] — патрульный Максвелл Слайд
- Грегори Уэлкотт — патрульный Эрни Мэшберн
- Стив Кэнэли — патрульный Джессап
- Луиз Лэтэм — миссис Луби

## Премии и номинации
- 1974 — Каннский кинофестиваль 1974 — приз за лучший сценарий: Стивен Спилберг, Хэл Барвуд и Мэттью Роббинс[2]
- 1974 — Каннский кинофестиваль 1974 — номинация на «Золотую пальмовую ветвь»: Стивен Спилберг
- 1975 — Премия Гильдии сценаристов США — номинация в категории «Лучший оригинальный сценарий»: Стивен Спилберг, Хэл Барвуд и Мэттью Роббинс